# Дьяконово (Покровский сельский округ)
Дьяконово — деревня на территории Покровского сельского округа Даниловского сельского поселения Даниловского района Ярославской области России.
Население деревни — 3 человека.

## География
Деревня расположена на берегу реки Соть.

## История
Согласно Спискам населённых мест Ярославской губернии по сведениям 1859 года владельческое сельцо Дьяконово  относилось к 2 стану Любимского уезда Ярославской губернии. В сельце имелось 2 крестьянских двора, проживало 22 мужчины и 28 женщин.